# 에스테르칠리
에스테르칠리(Esterzili), 사르데냐어로는 이스테르실리 또는 스테르실리는 이탈리아 사르데냐 주에 있는 수드사르데냐도의 코무네로, 칼리아리에서 북쪽으로 약 100 킬로미터 (62 mi) 떨어져 있다.
에스테르칠리는 다음 코무네와 접한다: 에스칼라플라노, 누리, 오롤리, 사달리, 세우이, 울라사이.